# Tillandsia adamsii
Tillandsia adamsii är en gräsväxtart som beskrevs av Robert William Read. Tillandsia adamsii ingår i släktet Tillandsia och familjen Bromeliaceae. Inga underarter finns listade i Catalogue of Life.